# The Good Burger
The Good Burger (TGB) es una cadena de restauración fundada en 2013. y especializada en hamburguesas gourmet con inspiración neoyorkina, perteneciente al holding multimarca español Restalia, propietario a su vez de 100 Montaditos y Cervecería La Sureña.

## Concepto
TGB es una cadena de comida rápida de temática urbanista y de inspiración neoyorquina. La carta de TGB está compuesta por hamburguesas de vacuno, aperitivos, y otros productos como perritos calientes y ensaladas. El diseño interior de los locales se basa tanto en la iluminación, como en los materiales, en la temática industrial urbana. La zona de cocina de todos los restaurantes está abierta, como es común en este tipo de restaurantes de comida rápida.

## Historia
TGB, tercer concepto de Restalia tras «100 Montaditos» y «Cervecería La Sureña», inauguró su primer restaurante en noviembre de 2013 en Madrid (centro comercial la vaguada). Cuenta con más de 100 restaurantes abiertos en España, además de ofrecer servicio a domicilio desde 2020.

## Controversias
En junio de 2022 sesenta y dos franquiciados presentan denuncias por presunta estafa, organización criminal, coacciones y delitos informáticos contra José María Fernández Capitán, contra el Grupo Restalia y también contra 24 responsables de empresas del grupo y contra 29 sociedades vinculadas al grupo, entre las que se encuentran marcas como 100 Montaditos, La Sureña o The Good Burger. Por su parte, Restalia aseguraba en un comunicado que se cumplió con la regulación vigente y que a fecha de 15 de junio de 2022 no había recibido denuncia ni citación sobre este asunto. El titular del Juzgado consideró pertinente abrir las diligencias previas, pero en junio de 2022 aseguraban que la investigación se encuentra aún en una fase "absolutamente inicial"  y que en el verano de 2022 no se había acordado la citación de ninguno de los acusados ni de las filiales señaladas. Tampoco se ha emplazado a los supuestos perjudicados a declarar ante el Juzgado con sede en Plaza de Castilla.

## Premios y reconocimientos
- Asociación Española de Centros Comerciales (AECC): Premio a la “Mejor Cadena/Franquicia" (2014).[11]